# Polyocha
Polyocha is een geslacht van vlinders van de familie snuitmotten (Pyralidae), uit de onderfamilie Phycitinae.

## Soorten
- P. achromatella Hampson, 1918
- P. anerastiodes Warren & Rothschild, 1905
- P. anomalella Janse, 1922
- P. bifidella Wileman, 1911
- P. calamistis Hampson, 1917
- P. carnatella Ragonot, 1888
- P. costella Ragonot, 1888
- P. cremoricosta Ragonot, 1895
- P. depressella Swinhoe, 1885
- P. depressellus (Swinhoe, 1885)
- P. detritella Ragonot, 1888
- P. diversella Hampson, 1899
- P. epischniella Zerny, 1935
- P. ereboctena Meyrick, 1935
- P. erythrinella Ragonot, 1888
- P. exilicosta Joannis, 1930
- P. flagrantella Ragonot, 1901
- P. foucarti Ragonot, 1887
- P. fuscicostella Hampson, 1918
- P. largella Caradja, 1925
- P. leucopleurella (Ragonot, 1888)
- P. monochromella Ragonot, 1888
- P. neuropterella Ragonot, 1887
- P. nigribasalis Turati, 1930
- P. ornatella Hampson, 1903
- P. plinthochroa Hampson, 1918
- P. pulverealis Hampson, 1903
- P. rhodesiae Strand, 1909
- P. sanguifusalis Hampson, 1910
- P. sanguinariella (Zeller, 1848)
- P. stipella Chrétien, 1911
- P. strigivenella Hampson
- P. subfasciatella Ragonot, 1887
- P. tricoloralis Hampson, 1903
- P. venosa (Zeller, 1847)
- P. vesculella Ragonot, 1888